# Manonichthys scintilla
Manonichthys scintilla, thường được gọi là cá đạm bì vây lửa, là một loài cá biển thuộc chi Manonichthys trong họ Cá đạm bì. Loài này được mô tả lần đầu tiên vào năm 2011.
Trong tiếng Hy Lạp, manon nghĩa là "bọt biển", còn ichthys nghĩa là "cá", ám chỉ tập tính sống trong bọt biển của loài này. Từ scintilla chỉ số lượng những đốm đỏ ở vây bụng (khi so sánh với các loài Manonichthys khác).

## Phân bố và môi trường sống
M. scintilla được phân bố ở phía tây Thái Bình Dương, và là loài đặc hữu của Philippines. Chúng chỉ được biết đến tại rạn san hô Apo (ngoài khơi đảo Mindoro) và đảo Coron (thuộc tỉnh Palawan). M. scintilla thường sống xung quanh những khu vực có nhiều rạn san hô và những hốc đá ngầm ở độ sâu khoảng 2 – 33 m.

## Mô tả
M. scintilla trưởng thành dài khoảng 3 cm. Đầu và lưng của M. scintilla có màu xanh tím sẫm đậm; dần trở thành màu vàng cam ở bụng và đuôi. Thân có những hàng chấm vàng li ti khắp cơ thể. Vây đuôi được bo tròn.
Số ngạnh ở vây lưng: 3; Số vây tia mềm ở vây lưng: 28; Số ngạnh ở vây hậu môn: 3; Số vây tia mềm ở vây hậu môn: 15; Số đốt sống: 26.
Thức ăn của M. scintilla có lẽ là rong tảo và các sinh vật phù du. Chúng thường sống đơn độc hoặc theo cặp vào mùa sinh sản. Được quan sát là ưa sống xung quanh loài bọt biển.